# Mirja Ryynänen
Anja Mirja Kerttuli Ryynänen, (née Venäläinen le 11 novembre 1944 à Kuopio), est une femme politique finlandaise.

## Biographie
Mirja Ryynänen étudie les langues à l'Université d'Helsinki et obtient un Master. 
De 1970 a 1986, elle est professeur de langues à Maaninka. 
En 1968, elle épouse Erkki Ryynänen qui est journaliste à Savon Sanomat. 
Ils ont deux enfants.

## Carrière politique
Membre du Parti du centre, elle siège à l'Eduskunta de 1987 à 1995 et de 1999 à 2003.
Elle siège au Parlement européen de 1995 à 1999 comme representante du Parti de l'Alliance des libéraux et des démocrates pour l'Europe.